# قطر الندى (أنمي)
قطر الندى (باليابانية: うさぎドロップ، بالروماجي: Usagi Doroppu) هي سلسلة مانغا يابانية من تأليف يومي يونيتا. تدور أحداث القصة حول ديكيتشي البالغ من العمر ثلاثين عامًا حيث يصبح وصيًا على رين، ابنة جده الغير الشرعية التي تبلغ من العمر ست سنوات. نشرت «قطر الندى» في مجلة شودينشا الشهرية مانغا جوسي مجلة فيل يونغ من أكتوبر 2005 إلى أبريل 2011. جُمِعت فصولها في تسعة مجلدات وايد بان بواسطة شودينشا. تم ترخيص المسلسل لإصداره باللغة الإنجليزية بواسطة ين بريس. وفي سنة 2024 دبلج مركز الزهرة هذا الأنمي وعرض حصريا على تطبيق سبيستون غو، وبعد فترة قصيرة بدأ عرضه على فقرة سبيس باور.

## القصة (الأصلية)
عندما يعود ديكيتشي كاواتشي البالغ من العمر 30 عامًا إلى المنزل لحضور جنازة جده، يعلم بوجود رين كاجا، ابنة جده غير الشرعية البالغة من العمر ست سنوات من أم مجهولة. وتشكل هذه الفتاة إحراجاً لجميع أقاربه كما أنها تعامل كأنها منبوذة بدا ديكيتشي منزعجًا من مواقفهم، فيقرر أن يعتني بـ رين بنفسه، على الرغم من أنه أعزب وليس لديه خبرة في تربية الأطفال. وعندها تصبح رين جزءًا من حياته، حيث يواجه ديكيتشي صعوبات كونه وحيدًا. ومن ثم يصبح صديقًا لأم كوكي نيتاني الأرملة، وهو صبي صغير تلتقي به رين في الحضانة، والتي تقدم له النصيحة بشأن تربية رين.
وبعد عشر سنوات، أصبحت رين طالبة في المدرسة الثانوية والتي تحاول معرفة كيفية التعامل مع مشاعرها تجاه كوكي وقرارها بشأن العمل. تكتشف رين أنها ليست مرتبطة فعليًا بـ ديكيتشي عن طريق الدم، وينتهي المسلسل برغبة رين في إنجاب طفل من ديكيتشي.

## القصة (المدبلجة)
يعانى سالم بعد موت زوجته والتي تركت له ابنته ندى. تربّت الطفلة في كنف جدها، الذي أحبها كثيراً واعتنى بها حتى وفاته. فأخذها سالم ليعتني بها، وقلب وجودها حياته رأساً على عقب، وجعلته يشعر بالسعادة والأمل مرة أخرى.